# 安井正
安井 正（やすい ただし、1919年12月14日 - 2005年8月21日）は、日本の経営者。三菱信託銀行社長を務めた。東京都出身。

## 経歴
1941年に早稲田大学法学部仏法学科を卒業し、1942年に三菱信託銀行に入行。1970年5月に取締役に就任し、1972年10月に常務、1976年7月に専務、1978年9月に副社長を経て、1980年11月には社長に就任。社長在任時には、貸付信託「ビッグ」などの新商品の開発・販売に尽力し、経営基盤を整備した。1984年3月に会長に就任し、1990年3月には相談役に就任。
1985年11月に藍綬褒章を受章し、1990年11月に勲二等瑞宝章を受章。
2005年8月21日に悪性リンパ腫のために死去。85歳没。